# Hanenkam (kapsel)

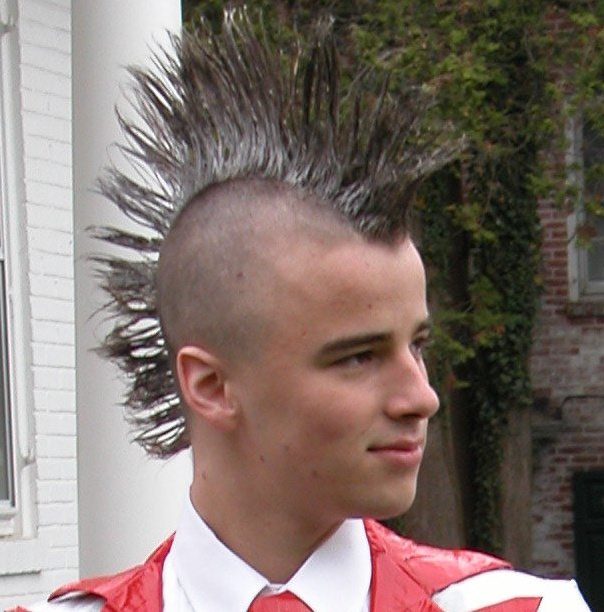
Hanenkam

Een hanenkam, ((en)  mohawk) is een kapsel waarbij het hoofd wordt kaalgeschoren, behalve een smalle strook in het midden. Dit resterende haar wordt met behulp van zeep en/of haarlak rechtop gehouden, waardoor het effect ontstaat van de kam die een haan siert. 
De hanenkam wordt in de Verenigde Staten mohawk genoemd, naar de Mohawk-indianen die deze haardracht voerden. In de jaren 70 werd de hanenkam populair bij punkers.
De manschappen van de Amerikaanse 101st Airborne Division droegen dit kapsel tijdens de landingen in Normandië in 1944. Echter niet de hanenkam zoals op de foto te zien is maar (uiteraard) kort geknipt tot zo'n 1 cm. De lengte van het haar is dan ook doorgaans het voornaamste verschil tussen de "hanenkam" en "mohawk".